# Pase por bajo
En tauromaquia, se dice que un torero pasa por bajo, o que torea por bajo, cuando en el remate del pase saca el engaño por debajo del belfo o morro del toro. Aunque normalmente hoy se aplica esta expresión a la faena de muleta, es igualmente válida para las suertes de capa. El concepto antónimo es pasar “por alto”, y es muy común la posición intermedia, conocida como “a media altura”. Pero estos otros recursos de la lidia solo se tratarán aquí como información complementaria al pase por bajo.

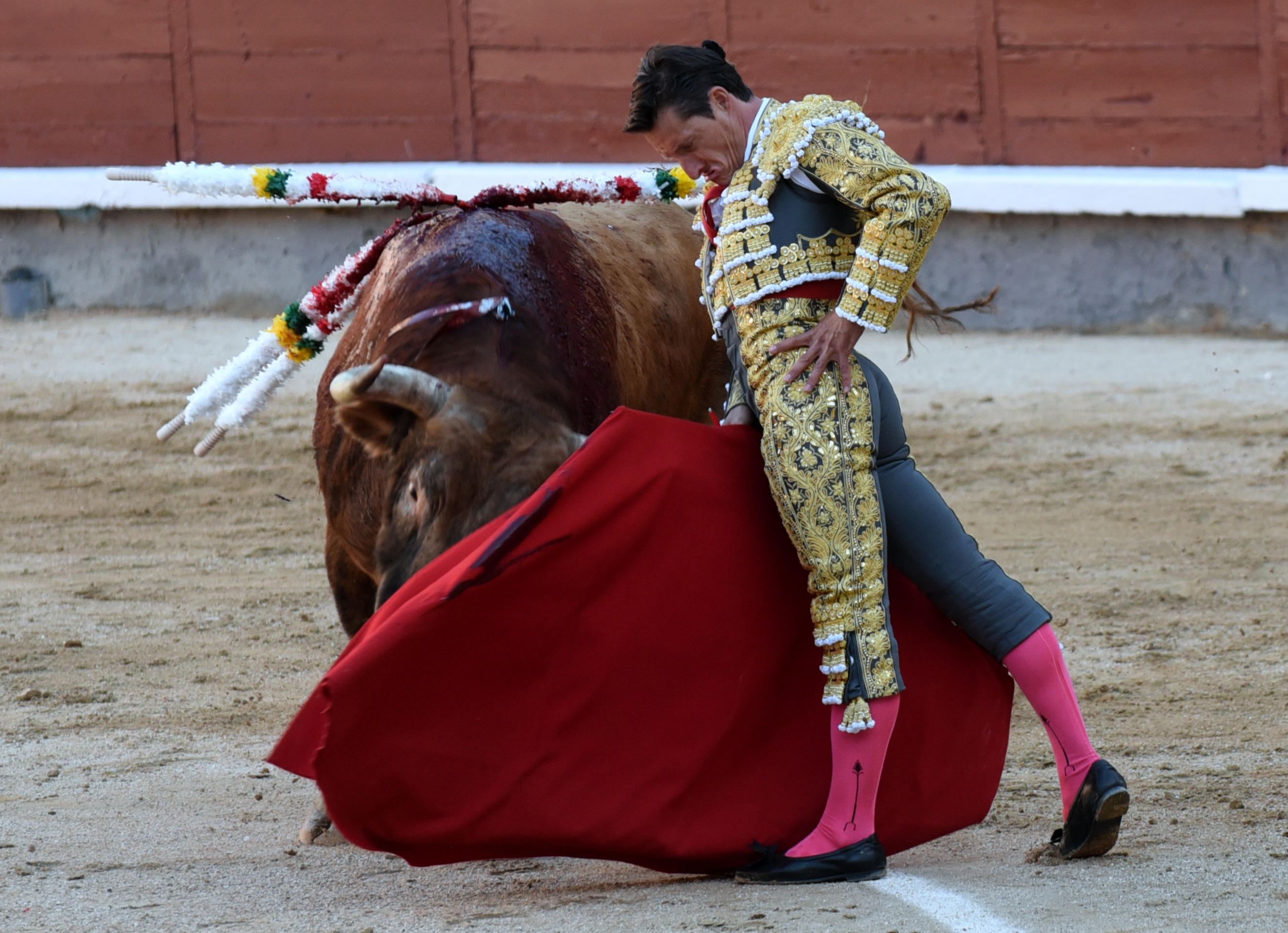
Trincherazo de Diego Urdiales

## Léxico y diccionarios
No se puede ofrecer sobre esta expresión una serie de referencias previas a través de diccionarios ni vocabularios especializados, precisamente por la naturaleza mixta del concepto: “pasar o torear por bajo” serían como frases hechas; “pase por bajo” un sustantivo de estructura léxica compuesta; y simplemente “por bajo” una locución adverbial que es la que aporta el contenido clave. Y estas formas léxicas complejas no se suelen contemplar en los diccionarios si no son de uso muy común, como algunas locuciones adverbiales.

## Lexicalización tradicional
Sin embargo, se ofrece la prueba de que en el mundo de la tauromaquia estas expresiones están lexicalizadas, por ser de muy frecuente empleo, desde el más primitivo documento con finalidad de "tauromaquia", como es la llamada Cartilla de Osuna, manuscrito anónimo, en prosa y verso, de finales del siglo XVII. Allí, en la ley XI, podemos leer: "... pudiendo de esta suerte torear a un lado y a otro, advirtiendo ser conveniente a los principiantes que se saque la capa por debajo".
Después, en la vieja Tauromaquia de Pepe Hillo, donde ya se encuentran citas al menos en tres ocasiones. Así, al definir la suerte de capa “A la navarra”: “… cuando ya entra [el toro] en jurisdicción y está bien humillado, le arranca la capa por bajo y con ella da una vuelta sobre los pies…”. Y al tratar la suerte de matar: “… con la muleta en la mano izquierda, más o menos recogida, pero siempre baja…”. O, en su “Alfabeto de voces y expresiones”, en la voz “brazos”: “Tirar los brazos es la acción que hace el diestro con la capa para acabar de sacar al toro, o ya por alto o ya por bajo”.
Un siglo más tarde permanece el uso, como se ve en un ejemplo que usa Cossío en su “Vocabulario taurino autorizado” al definir la acepción de “pasar”, no la referida al toro, sino al torero: “Dar pases con la muleta”. Y el ejemplo que pone, precisamente, atañe al concepto aquí estudiado: “Estuvo [Emilio Bomba] bien pasando de muleta, dando algunos pases por bajo buenos”. Toma el ejemplo del crítico Francisco Moya en la revista Sol y sombra, 1898.
Y Nieto Manjón vuelve a aceptar como válido para nuestros días otro ejemplo antiguo. Al tratar la voz “pase” remite al uso de un cronista anónimo en La muleta, 1890: “Le tanteó al natural, por alto, de pecho…”.
Finalmente, Andrés Amorós, en su Diccionario, al estudiar la palabra “Doblarse”, dice que “…doblarse con él, por bajo… es la técnica lógica para dominar al toro manso y al poderoso”. Amorós cita y glosa ampliamente al escritor taurino que a continuación vamos a estudiar.

## Un artículo titulado “Toreo por bajo”
Ocurre que el pase por bajo, pese al simple goteo de expresiones sueltas que hemos visto, es tan importante, que un maestro de la crítica y el ensayo taurinos como Gregorio Corrochano lo desarrolló por extenso en un artículo de seis páginas dentro de su ensayo ¿Qué es torear?. Al ser argumentativo, no se puede desarrollar aquí, salvo en lo que contiene de informativo.
Por ejemplo, su precisa definición del concepto: “Torear por bajo es sacar la muleta en el remate del pase, por debajo del belfo del toro, y al mismo tiempo dar un paso adelante con la pierna contraria, pegándose al toro, como metiéndose en el toro, para cuando éste vuelva en busca de la muleta que ha perdido, ligarle el pase siguiente, con lo que cada vez se le va ganando terreno al toro”.
O la contextualización: “torear por bajo es más difícil que torear por alto, y más peligroso, porque se emplea en toros que quieren coger, que tienen dificultades que corregir y mucho poder”.
Aporta tres ejemplos con figuras del toreo: “La personalidad de Ricardo Torres, lo que le colocó a Bombita en la primera figura de su época, fue el toreo por bajo, en el que no tenía rival”.
De su coetáneo Vicente Pastor nos traslada su faena al toro Carbonero, “toreándole por bajo y al natural”, y cortándole una oreja en Madrid, “donde no era costumbre”. ( La historia le atribuye precisamente a Pastor haber cortado la primera oreja en la plaza capitalina).
Y Joselito el Gallo, que, “en los toros difíciles –broncos, con poder, recelosos, de cabeza descompuesta, probones, de sentido– […] empezaba aquella faena por bajo, que daba miedo en el tendido [...] hasta que [el toro] se entregaba jadeante”.
Para concluir, es destacable la anticipación histórica de Corrochano al anunciar: “Tenemos tan firme criterio del toreo por bajo, que creemos sinceramente que quien no sabe torear por bajo no sabe torear. También creemos, y muy esperanzadamente, que en cuanto vuelva el toro al ruedo, volverá el toreo por bajo”. En efecto, más de sesenta y cinco años después se puede confirmar que los grandes toreros saben torear por bajo (lo que contribuye sustancialmente a su éxito), y también que son muy pocos los encastes que presentan toros conflictivos o verdaderamente bravos que requieran o aguanten el toreo por bajo.

## Pases de muleta por bajo, por alto y a media altura
En el sentido más estricto, los pases de muleta por bajo son el doblón, las trincheras (trincherazos o trincherillas), el cite para entrar a matar, y, por definición, el ayudado por bajo (ayudado por el estoque, que está en la otra mano, prolongando la anchura de la muleta). En un sentido más amplio, el natural, que es uno de los pases fundamentales del toreo, debe ejecutarse por bajo. Y lo mismo se puede decir del derechazo. Con más valor de adorno, el pase de la firma y el del desprecio marcan claramente la salida por bajo. 

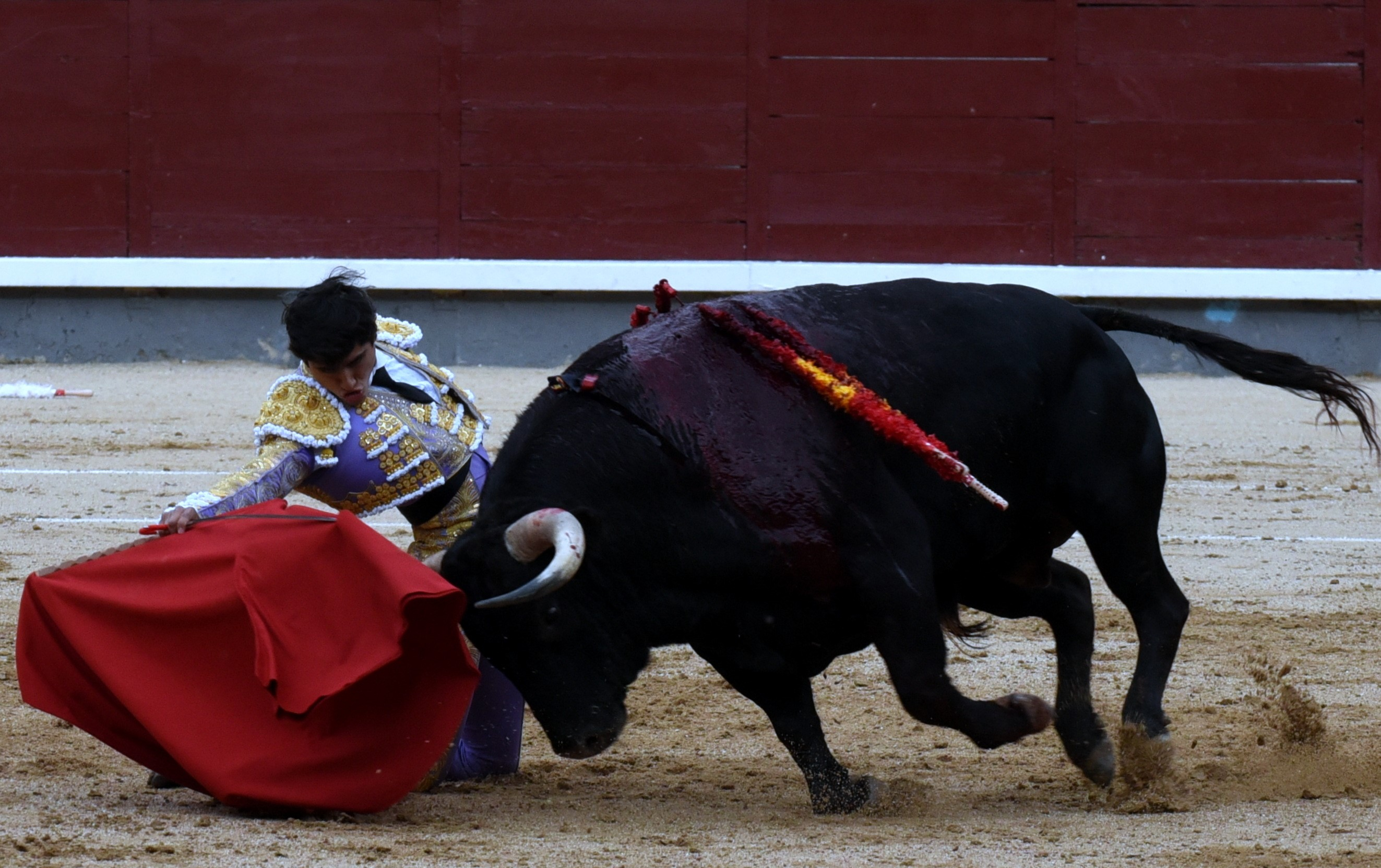
Derechazo de rodillas de Luis David Adame

Entre los pases por alto, que sacan la muleta por encima de los cuernos, hay uno considerado fundamental: el pase de pecho, que es el remate clásico a la tanda de naturales o de derechazos. Asimismo salen por alto los estatuarios, manoletinas, pases cambiados por detrás, entre otros.
Y, en fin, son pases a media altura, en que la muleta sale por delante de la cara del toro, la mayoría de los derechazos, de los naturales y de los ayudados, y pueden deberse a la flojedad del toro (para que no se caiga), a la poca entrega del torero, o a que sean pases llamados “obligados” ante la repentina arrancada del toro.
En cuanto a los pases que el torero da de rodillas (derechazos, molinetes…), por necesidad física, o son a media altura (como en la fotografía de L. D. Adame), o son por alto (respecto a los hombros del torero arrodillado).

## Pases de capa por bajo, por alto y a media altura
El pase de capa fundamental por excelencia es por bajo: la verónica.
Pases de capa por alto son, entre otros, la larga cambiada, la revolera y el farol.
Pero la inmensa mayoría de los pases de capa tienden a darse (o a resolver sus vuelos) a media altura, como los delantales o la chicuelina. Habría que destacar sobre todos ellos la media verónica, que también puede recortar y enroscar al toro por bajo, si el toro es fuerte.
Y en cuanto a los pases de capa que el torero da de rodillas (revolera, larga cambiada…), por necesidad física, son a media altura.